# Етель Аднан
Етель Аднан (араб. إيتيل عدنان; 24 лютого 1925, Бейрут, Ліван — 14 листопада 2021) — лівансько-американська поетеса, есеїстка і візуальна художниця . У 2003 році академічний журнал MELUS: Багатоетнічна література Сполучених Штатів назвав Аднан «мабуть, найвідомішою та найуспішнішою арабсько-американською авторкою, яка пише сьогодні».
Окрім своєї літературної діяльності, Аднан продовжує випускати візуальні роботи в різних засобах масової інформації, такі як картини олією, фільми та гобелени, які експонуються у галереях по всьому світу.
Проживала в Парижі та Саусаліто, Каліфорнія.

## Життя
Етель Аднан народилася в 1925 році в Бейруті, Ліван. Мати Аднан була гречанка-християнка із Смірни, а її батько — сирійцем-мусульманином і дрібним офіцером. Незважаючи на те, що вона виросла, розмовляючи грецькою та турецькою мовами в безпосередньо арабськомовним суспільством, вона отримала освіту в школах французьких монастирів, і французька мова стала мовою, якою вона вперше написала свою ранню роботу. Вона також вивчала англійську мову в молодості, і більшість її пізніших робіт була вперше написана цією мовою.
У віці 24 років Аднан поїхала до Парижа, де отримала ступінь філософії в Паризькому університеті. Потім вона поїхала до США, де продовжила аспірантуру в Каліфорнійському університеті, Берклі та Гарвардському університеті . З 1952 по 1978 рік вона викладала філософію мистецтва в Домініканському університеті Каліфорнії в Сан-Рафаелі. Вона також читала лекції в багатьох університетах по всій території США.
Аднан повернулася з США в Ліван і працювала журналісткою і культурним редактором газети Аль-Сафа, французькомовна газета в Бейруті. Крім того, вона також допомагала наповнювати культурний розділ газети, періодично надсилаючи комікси й ілюстрації. Її перебування на посаді в «Аль-Сафа» було найбільш помітним для її редакцій на перших сторінках, де вона коментувала важливі політичні питання сучасності.
У свої подальші роки Аднан почала відкрито ідентифікувати себе як лесбійку .

## Візуальне мистецтво
Аднан також працює як живописець, її найдавніші абстрактні роботи були створені за допомогою ножа для палітри для нанесення олійної фарби на полотно — часто прямо з трубки — твердими поворотами по всій поверхні картини. У центрі уваги композицій, які часто перебувають на червоному квадраті, вона залишає зацікавлення у «безпосередній красі кольору». У 2012 році з'являється серія яскраво забарвлених абстрактних картин художниці, яка була виставлена у складі документальної документації 13 у Касселі, Німеччина.
У 60-х роках вона почала застосовувати арабську каліграфію у своїх мистецьких творах та книгах, такі як Livres d'Artistes [Книги художника]. Вона згадує, як годинами сиділа копіюючи слова з арабської граматики, не намагаючись зрозуміти значення цих слів. На її мистецтво дуже сильно впливають ранні художники-гуруфія, в тому числі: Іракський художник Джавад Салим, палестинський письменник і художник Джабра Ібрагім Джабра та іракський живописець Шакір Хассан аль Саїд, який відкинув західну естетику і прийняв нову форму мистецтва, яка була одночасно сучасною і досі посилається на традиційну культуру, засоби масової інформації та техніку.
Натхненна японськими красирелами, Аднан також малює пейзажі на складні екрани, які можна „розширити в просторі, як вільно стоячі малюнки“.
У 2014 році колекція картин та гобеленів художниці була виставлена у рамках Бієнале Вітні у Музеї американського мистецтва Вітні .
У ретроспективі Аднана в Mathaf: Арабський музей сучасного мистецтва в Досі під назвою „Etel Adnan у всіх її вимірах“ та куратор Ганса Ульріха Обріста було показано одинадцять вимірів практики Аднан. Це стосувалося її ранніх творів, її літератури, килимів тощо. Шоу було запущено в березні 2014 року, супроводжувалося 580-сторінковим каталогом її робіт, опублікованим спільно Mathaf та Skira. Каталог був розроблений художником Ала Юніс на арабській та англійській мовах і включав текстові внески Симона Фаттала, Даніеля Бірнбаума, Каелена Вілсона-Голді, а також шість інтерв'ю з Гансом-Ульріхом Обрістом.
У 2017 році робота Аднан була включена до групової виставки, організованої MoMA, „Створюємо простор: жінки-митці та післявоєнна абстракція“, яка зібрала відомих художників, серед яких Рут Асава, Гертрудес Алтшул, Енні Альберс, Магдалена Абаканович, Лігія Кларк та Лігія Папе, та інші.
У 2018 році MASS MoCA влаштувала ретроспективу художниці під назвою „Жовте сонечко Зелене сонце жовте сонце Червоне сонце синє сонце“, включаючи добірку картин олією та чорнилом, а також читальний зал її написаного працює. Виставка дослідила, як досвід читання віршів відрізняється від досвіду перегляду картини.
Опублікована у 2018 році „Етель Аднан“, біографія художника, написана Каелен Вілсон-Голді, досліджує творчість художника як шамана та активіста.

## Нагороди та визнання
- 1977 рік: Присуджено премію Франс-Пайс Арабес за її роман Sitt Marie Rose .[19]
- 2010 рік: нагороджена Арабсько-американською книжковою нагородою для Майстра затемнення .[31]
- 2013 рік: Її поетична збірка „Море і туман“» здобула Каліфорнійську книжкову премію за поезію .[32]
- 2013 рік: нагороджена Літературною премією «Ламбда» .
- 2014 рік: французький уряд назвав Chevalier des Arts et des Lettres .[33]

Аднан також має нагороду RAWI за все життя за радіус арабсько-американських письменників.

## Писання

### Англійською
- Життя — ткацтво, Галері Лелонг (2016) ISBN 978-2-868821-23-2
- Передчуття, Kelsey Street Press (2014) ISBN 978-0-932716-82-8 .
- Сіт Марі Роуз: роман (1978)
- Париж, коли це голою (1993)
- Майстер затемнення (2009)
- Пори року (2008)
- У серці серця іншої країни (2005)
- В / сомнія (2002)
- Там: У світлі та темряві «Я» та «Іншого» (1997)
- Писати іноземною мовою (1996)
- Міста та жінки, листи до Фаваза (1993)
- Париж, коли це голою (1993)
- Весняні квіти власні і прояви плавання (1990)
- Арабський Апокаліпсис (1989)
- Подорож на гору Тамалпайс: нарис (1985)
- Індіанець ніколи не мав коня та інші вірші (1985)
- Поезія від А до Я (1982)

### Арабською мовою
- аль-Сітт Марі Руз: рівей. (Сит Марі Роуз.), З Джирумом Шахіном та Фіріалом Джаббурі Газулом. Аль-Кахіра: аль-Хая аль-Амма лі-Кусур аль-Текафа, 2000 рік.
- n mudun wa-nisa: rasail il Fawwaz . (Міста та жінки.) Байрут: Дар аль-Хіхар, 1998.
- Кітаб аль-Бахр; kitab al-layal; kitab al-mawt; kitab al-nihayah, з Абідом Азаріхом. Байрут: Дар Амвай, 1994.
- аль-Сітт Марі Руз . Байрут: аль-Му-Асасах аль-Арабія ліл-Дірасат ва-аль-Нашр, 1979 рік.

### Французькою
- La vie est un tissage, Galerie Lelong, 2016 ISBN 978-2-868821-21-8
- Пропозиція де-ла-де-ла-Емперський Осман, Галерія Лелонг, 2015 рік
- Le Prix que nous ne voulons pas payer pour l'amour, Galerie Lelong, 2015
- Перемогу, Галерея Лелонг, 2015 рік
- Париж міс ну . Франція: Edditions Tamyras, 2011, переклад Мартіна Ріше.
- Ce ciel qui n'est pas . Париж: L'Harmattan, 1997.
- Ce ciel qui n'est pas . Двомовне видання (французько-арабська): Туніс: Таубад, 2008.
- Рахід Корачі: пристрасть до критики, Рахід Корачі та Джамель-Еддін Бенчейх. Алгер: Галері Мхаммед Ісіахем, 1988.
- L'apocalypse arabe . Париж: Папірусні видання, 1980.
- Сіт Марі Роуз . Париж: Де Феммс, 1978.
- Jbu: Suivi de l'Express Beyrouth enfer . Париж: PJ Освальд, 1973.